# Julia Phillips
Julia Phillips, född Miller den 7 april 1944 i New York, död 1 januari 2002 i West Hollywood i Los Angeles, var en amerikansk filmproducent och författare.
Julia Phillips var en av de första kvinnliga filmproducenter som rönte verklig framgång i Hollywood. Hon blev en del av den kreativa, nya våg som omskapade branschen på 1970-talet. Runt 1970 kom hon till Los Angeles och bildade så småningom ett producentteam tillsammans med sin dåvarande man Michael Phillips. De låg bakom succéer som Blåsningen (The Sting, 1973) och Taxi Driver (1976). Phillips var den första kvinnliga producent som tilldelades en Oscar, för Blåsningen.
Privat spårade dock hennes liv ur allt mer. Hennes omfattande kokainmissbruk blev allt tydligare. År 1976-77 arbetade hon frenetiskt med att producera Steven Spielbergs Närkontakt av tredje graden (Close Encounters of the Third Kind). Mot slutet av denna produktion fick hon sparken. Omkring 1980 blev hon slutligen fri från drogberoendet efter att ha lagt in sig på en klinik.
Phillips tidigare så lysande karriär i Hollywood var dock över. Istället koncentrerade hon sig på att skriva en självbiografisk bok om hennes upplevelser inom filmbranschen. You'll Never Eat Lunch in This Town Again slog ned som en bomb när den publicerades 1991. Boken blev en av årets absolut hetaste. I den berättar hon öppenhjärtigt om filmskapandet, knarket och kollegorna. Några kända personer som förekommer i boken är Steven Spielberg, David Geffen, Martin Scorsese, François Truffaut, Goldie Hawn och Warren Beatty. Boken blev mycket omdiskuterad.
År 1995 utkom Julia med ännu en bok, Driving Under the Affluence.
På nyårsdagen 2002 avled hon i cancer.

## Filmografi
- Steelyard Blues (1973)
- Blåsningen (The Sting) (1973)
- Taxi Driver (1976)
- Närkontakt av tredje graden (Close Encounters of the Third Kind) (1977)